# 逆光成长
《逆光成长》，是馬來西亞狂人影像制作公司制作的励志电视剧，由陈子颖、罗冠兰、梁韶哲、盛天俊、吴胤婷、庄惟翔、张顺源、张咏华、陈沛江领衔主演。

## 播出时间

### 首播
| 频道     | 所在地   | 播放日期      | 首播時间                 |
| -------- | -------- | ------------- | ------------------------ |
| tonton   | 马来西亚 | 2017年        | 全集上架                 |
| 八度空间 | 马来西亚 | 2017年10月6日 | 星期五 20:30 - 21:30     |
| ntv7     | 马来西亚 | 2018年        | 星期一至五 23:00 - 00:00 |

## 故事概要
《逆光成长》首集剧情讲述孙小昭（陈子颖饰）被苏嫦妹（罗冠兰饰）从国外召回，替阿B（梁韶哲饰）报名上学。小昭与损友叙旧，小昭豪爽带损友出岛购物。回程时，小昭巧遇被人追杀的阿浩（盛天俊饰），混乱中无辜受黑帮殴打牵连。小昭一心想回美国打黑工，当得知自己被列入黑名单，大受打击，因赶不及尾班船，在码头偶遇阿浩，于是强硬跳上他的船要搭顺风船回岛，阿浩见状故意作弄导致小昭跌下海。
“孙小昭”陈子颖在获知收视佳绩后，她既感动也兴奋地说，“在播出之前，我一直觉得很紧张。《逆光成长》的演员和工作人员都花了120分的心血来完成这部作品，现在看到大家都有在关注这部剧，感觉有松了一口气！接下来会有更多更精彩的内容，希望大家能够继续追看下去！”
首次担纲男主角的“阿浩”盛天俊则感到有点难以置信，“没想到《逆光成长》的首播会有这样的成绩，真的是超大的惊喜！这是我的第一部电视剧，我很开心，同时也觉得很幸运，第一部电视剧就让我遇上很棒的演员、工作人员，在拍摄期间，大家就像兄弟姐妹般，一起日夜辛劳赶拍，现在一切都觉得很值得！”

## 演员阵容

### 孙家
| 演员   | 角色   | 介绍 |
| 罗冠兰 | 苏嫦妹 | 咸鱼婆、咸鱼嫂 孙小昭之奶奶 孙平安之外曾祖母 兴发之好友并被其暗恋 阿果嫂之邻居并与其不和 患有末期鼻咽癌 于第9集接受化疗，但因病情严重而仅剩一个月性命 于第10集病逝 |
| 陈子颖 | 孙小昭 | 咸鱼妹、笑叮当、Samseng妹、浩嫂 苏嫦妹之孙女 孙平安之妈妈 冯勇浩之女友，后为其妻子 姚家骏之前女友 阿宝之好友 周美霞、吴桂珍之好友，后反目                          |
| 梁韶哲 | 孙平安 | 阿B、闲鱼仔、白痴仔 自闭症儿童 姚家骏、孙小昭之子 苏嫦妹之外曾孙子                                                                                                 |

### 冯家
| 演员   | 角色   | 介绍 |
| 陈旆江 | 浩父   | 村长 冯勇明、冯勇浩之父 孙小昭之家翁                                                                        |
| 符智胜 | 浩叔   | 冯勇浩之叔叔                                                                                                |
| 秦顺薏 | 浩婶   | 冯勇浩之婶婶并针对其                                                                                        |
|        | 冯勇明 | 冯勇浩之哥哥 于出海捕鱼时发生意外而逝世 已逝世                                                              |
| 盛天俊 | 冯勇浩 | 阿浩、浩哥、Samseng浩、短命种、败家子 冯父之子 冯勇明之弟弟 孙小昭之男友，后为其丈夫 孙平安之继父 小B之爸爸 |
| 陈子颖 | 孙小昭 | 咸鱼妹、笑叮当、Samseng妹、浩嫂 苏嫦妹之孙女 冯勇浩之女友，后为其妻子 孙平安、小B之妈妈                     |

### 其他演员
| 演员   | 角色   | 介绍 |
| 庄惟翔 | 姚家骏 | 医生 悦晴之丈夫 孙小昭之前男友 孙平安之亲生父亲 在未知孙小昭为未成年少女的情况下与其发生一夜情，并在离岛后与其失联 |
| 吴胤婷 | 悦晴   | Cass 姚家骏之妻子 孙小昭之情敌                                                                                     |
| 王骏   | 兴发   | 兴发叔 苏嫦妹之好友并暗恋其 孙小昭之针对对象，后和好                                                               |
| 洪紫涵 | 周美霞 | 虾米 四朵金花之一 孙小昭、吴桂珍之好友，后反目                                                                     |
| 陈美瑾 | 吴桂珍 | 乌龟珍 四朵金花之一 孙小昭、周美霞之好友，后反目                                                                   |
| 朱健美 | 阿宝   | Bobo 四朵金花之一 孙小昭、周美霞、吴桂珍之好友                                                                     |
| 林伟利 | 张顺源 | 冯勇浩之手下兼好友 谢维刚之好友                                                                                    |
| 罗伟铜 | 谢维刚 | 冯勇浩之手下兼好友 张顺源之好友                                                                                    |
| 钟丽珍 | 阿果嫂 | 死肥婆、癫婆 苏嫦妹之邻居并与其不和                                                                                |
| 刘文捷 | 蔡大卫 | David 孙平安之班主任                                                                                               |

## 备注
1. ↑  官方公布的剧情介绍为外婆，但剧内提及孙小昭是苏嫦妹儿子的女儿，因此准确为其奶奶

## 轶事
- 此剧为2017年八度空间收视率最高的华语电视剧。
- 此剧收视率为八度空间近3年来最高收视率电视剧。

## 电视节目的变迁
| 马来西亚 八度空间 原创强档 星期五 20:30 - 21:30                                                            | 马来西亚 八度空间 原创强档 星期五 20:30 - 21:30                                                             | 马来西亚 八度空间 原创强档 星期五 20:30 - 21:30   |
| --- | --- | ------------------------------------------------- |
| | 逆光成长 （2017年10月6日－2017年12月29日）                                                                  |                                                   |
| 择天记 （2017年8月2日－2017年10月16日） 星期一至五 20:30 - 21:30 ,10月2日起，改为 星期一至四 20:30 - 21:30 | 兰陵王妃 （2017年10月17日－2018年1月4日） 星期一至四 20:30 - 21:30 ,2018年起，改为 星期一至五 20:30 - 21:30 |                                                   |
| 优6剧场 星期一至五 18:00 - 18:58                                                                           | |                                                   |
| 我在北京等你 （2020年6月3日－2020年8月6日）                                                                | 逆光成长（重播） （2020年8月7日－2020年8月25日）                                                            | 小陈医生（重播） （2020年8月26日－2020年9月22日） |